# Exocentrus basirufus
Exocentrus basirufus es una especie de escarabajo longicornio del género Exocentrus, categorizada en la tribu Exocentrini, de la subfamilia Lamiinae. Fue descrita por Gressitt en 1940.

## Descripción
Mide 3-4 mm de longitud.

## Distribución
Se distribuye por China.